# 바이올린 협주곡

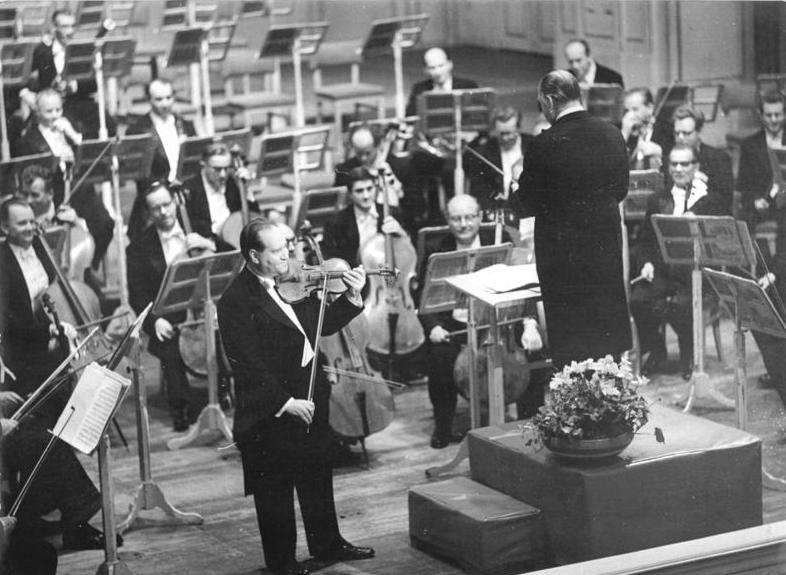
베토벤의 바이올린 협주곡을 연주하는 다비드 오이스트라흐 (1960)

《바이올린 협주곡》은 바이올린 독주와 관현악을 위한 협주곡이다. 드물게 복수의 바이올린 연주자가 있는 경우도 있다.

## 개요
바이올린 협주곡은 협주곡의 형식이 발달하기 시작한 바로크 시대부터 현대까지 많은 유명한 작곡가들이 작곡하고 있어 협주곡의 중요한 장르로 여겨지고 있다.
비발디, 바흐, 모차르트, 베토벤, 파가니니, 멘델스존, 브람스, 브루흐, 시벨리우스, 차이콥스키, 비에니아프스키 등은 유명하며, 특히 베토벤의 《바이올린 협주곡 라장조, 작품 61》, 《멘델스존의 바이올린 협주곡 마단조' 작품 64》, 브람스의 《바이올린 협주곡 라장조' 작품 77》을 선택, 3대 바이올린 협주곡으로 선정하기도 하고, 차이콥스키의 《바이올린 협주곡 라장조, 작품 35》를 추가해서 4대 바이올린 협주곡으로 선정하기도 한다.。
바이올린 협주곡 중에는 관현악이 아니라 실내악 편성에 따른 반주를 동반하는 것도 있다. 예를 들어 비발디의 《조화의 영감》은 네 개의 바이올린, 두 개의 비올라, 첼로, 통주저음을 위한 작품이며, 또한 알란 페터르손의 첫 번째 협주곡은 바이올린과 현악 사중주를 위한 작품이다.

## 바이올린 협주곡의 선택된 목록
가장 유명한 바이올린 협주곡은 베토벤, 멘델스존, 브람스, 차이콥스키, 시벨리우스의 작품으로, 그것들은 바이올린 레퍼토리의 초점을 이룬다.

### 바로크
- 안토니오 비발디
  - 사계 - 《화성과 창의의 시도》의 처음 네 개의 협주곡.
  - 조화의 영감 (1711) - 바이올린, 첼로를 포함한 다양한 편성을 위한 열두 곡의 협주곡
- 요한 세바스티안 바흐
  - 바이올린 협주곡 가단조
  - 바이올린 협주곡 마장조
  - 두 대의 바이올린을 위한 협주곡 (1717-23)

### 고전주의
- 볼프강 아마데우스 모차르트
  - 바이올린 협주곡 1번 KV 207 (1773)
  - 바이올린 협주곡 2번 KV 211 (1775)
  - 바이올린 협주곡 3번 KV 216 (1775)
  - 바이올린 협주곡 4번 KV 218 (1775)
  - 바이올린 협주곡 5번 KV 219 (1775)
- 루트비히 판 베토벤
  - 바이올린 협주곡 라장조, Op. 61 (1806)

### 낭만주의
- 펠릭스 멘델스존
  - 바이올린 협주곡 마단조, Op. 64 (1844)
  - 바이올린 협주곡 라단조
- 니콜로 파가니니
  - 바이올린 협주곡 1번
  - 바이올린 협주곡 2번
  - 바이올린 협주곡 3번
  - 바이올린 협주곡 4번
  - 바이올린 협주곡 5번
  - 바이올린 협주곡 6번
- 로베르트 슈만
  - 바이올린 협주곡 (1853)
- 요하네스 브람스
  - 바이올린 협주곡 (1878)
- 표트르 일리치 차이콥스키
  - 바이올린 협주곡 라장조 (1878)
- 막스 브루흐
  - 바이올린 협주곡 1번 사단조 (1867)
  - 바이올린 협주곡 2번 라단조 (1877)
  - 바이올린 협주곡 3번 라단조 (1891)
  - 스코틀랜드 환상곡
- 카미유 생상스
  - 바이올린 협주곡 1번 (1859)
  - 바이올린 협주곡 2번 (1858)
  - 바이올린 협주곡 3번 (1880)
- 장 시벨리우스
  - 바이올린 협주곡 라단조 (1904)
- 헨리크 비에니아프스키
  - 바이올린 협주곡 1번 올림바단조
  - 바이올린 협주곡 2번 라단조
- 에두아르 랄로
  - 바이올린 협주곡 1번
  - 스페인 교향곡
  - 노르웨이 환상곡
  - 러시아 협주곡

### 20세기
- 벨러 버르토크
  - 바이올린 협주곡 1번 (1908)
  - 바이올린 협주곡 2번 (1938)
- 에드워드 엘가
  - 바이올린 협주곡 (1910)
- 알반 베르크
  - 바이올린 협주곡 (1935)
- 세르게이 프로코피예프
  - 바이올린 협주곡 제1번 (1917)
  - 바이올린 협주곡 제2번 (1935)
- 아르놀트 쇤베르크
  - 바이올린 협주곡 (1936)
- 파울 힌데미트
  - 바이올린 협주곡 (1939)
  - 바이올린 협주곡 1번 (1948)
  - 바이올린 협주곡 2번 (1967)
- 필립 글라스
  - 바이올린 협주곡 (1987)
- 드미트리 카발레프스키
  - 바이올린 협주곡 다장조
- 드미트리 쇼스타코비치
  - 바이올린 협주곡 1번
  - 바이올린 협주곡 2번

## 바이올린과 앙상블(합주단)을 위한 다른 작품의 선택된 목록
- 버르토크 벨러
  - 바이올린 랩소디 1번 (1929)
  - 바이올린 랩소디 2번 (1928)
- 루트비히 판 베토벤
  - 로망스 1번 사장조 Op. 40 (1798–1802)
  - 로망스 2번 바장조 Op. 50 (1798–1802)
- 엑토르 베를리오즈
  - 꿈과 카프리스, Op. 8 (1841; 1842)
- 레너드 번스타인
  - 플라톤의 '심포지움'에 의한 세레나데 (1954)
- 에르네스트 블로흐
  - 바알 셈 (1939)
- 막스 브루흐
  - 로망스 바장조, Op. 42 (1874)
  - 스코틀랜드 환상곡, Op. 46 (1880)
  - 아다지오 아파시오나토 올림가단조, Op. 57 (1890)
  - 인 메모리엄, Op. 65 (1893)
  - 바이올린과 관현악을 위한 세레나데 가단조, Op. 75 (1899-1900)
  - 연주곡집 올림바단조, Op. 84 (1911)
- 에르네스트 쇼송
  - 시곡, Op. 25 (1896)
- 안토닌 드보르자크
  - 로망스 바장조, Op. 25 (1896)
- 볼프강 아마데우스 모차르트
  - 아다지오 마장조, K 261 (1776)
  - 론도 내림나장조, K 261a (1776)
  - 론도 다장조, K 373 (1781)
- 헨리크 비에니아프스키
  - 폴로네이즈 협주곡 1번, Op. 4 (1853)
  - 레겐다 사단조, Op. 17 (1859)
  - '파우스트' 주제에 의한 판타지 브릴란테, Op.20 (1865)

## 같이 보기
- 바이올린 소나타
- 피아노 삼중주